# El nan groc
El nan groc és un conte escrit per Marie-Catherine d'Aulnoy el 1698 i recollit al llibre blau de Els llibres de les fades.

## Argument
Una princesa és tan bella que es torna molt vanitosa i no accepta cap pretendent com a marit, perquè els considera inferiors a ella. La seva mare, desesperada, va a cercar la Fada del Desert per demanar-li ajuda. Pel camí, però, és ataca per uns lleons. Un nan vestit de groc apareix del no-res i promet salvar-la a canvi de la mà de la princesa. La dona accepta i el nan obre un tronc d'un arbre on es poden refugiar. De retorn a palau, la dona no gosa dir què ha passat a la seva filla, qui decideix emprendre el mateix camí per esbrinar el secret que intueix. Quan arriba al desert dels lleons, novament apareixen les bèsties per atacar-la i el nan groc promet salvar la seva vida si accepta casar-se amb ell. La princesa accepta i és traslladada de nou a palau.
Passen les setmanes i tant la mare com la filla volen oblidar l'episodi i organitzen el casament de la princesa amb el més tenaç dels pretendents, el Rei de les Mines. Mentre estan de prometatge, la princesa s'entendreix i arriba a estimar-lo. Però el dia de la cerimònia apareix el nan groc reclamant la seva núvia. Quan el Rei de les Mines intenta enfrontar-s'hi, és traslladat màgicament pel nan a un illot enmig de l'oceà. Llavors el nan tanca la princesa en un castell defensat per dracs.
El Rei de les Mines demana ajuda a una sirena, qui l'ensenya el camí per trobar la seva estimada i vèncer els diferents enemics que va convocant el nan groc. S'ajuda d'una espasa màgica que ha forjat la sirena. En el llindar de la porta del castell, tanmateix, perd l'espasa, que agafa el nan. En un darrer combat, el nan mata el pretendent i afirma que matarà la princesa, ja que prefereix veure'ls morts a tots abans que junts. Ella mor de pena en veure el seu estimat a terra. La sirena converteix els dos cossos en unes palmeres al seu illot que s'abracen eternament amb les branques.

## Anàlisi
El conte inclou elements propis del conte de fades però subverteix molts dels tòpics. La fada està aliada amb l'antagonista, el nan groc, i el final no és feliç sinó que acaba amb la mort dels dos enamorats. L'arma màgica no serveix per vèncer l'enemic sinó que causa la mort de l'heroi. I la repetició dels episodis (com les troballes amb els lleons o els perills que ha de superar el Rei de les Mines) no segueix el nombre tres tradicional.
S'observen ecos de Les Metamorfosis d'Ovidi en la reencarnació final on els amants poden abraçar-se un cop convertits en palmeres el que no han pogut fer en vida.
La fada i el nan pertanyen a un altre món, on Madame d'Aulnoy ambienta diverses de les seves històries. Els personatges d'aquest món paral·lel entren a la dimensió humana per aconseguir els seus desitjos amb ajuda de la màgia, que acostumen a ser oposats a la voluntat dels protagonistes humans dels contes. En aquest cas el nan va vestit de groc, que és el color de la gelosia que acaba resultant fatal per als dos enamorats.